# Горана Златковић
Горана Златковић (Босанска Крупа, 1. јануар 1951) српска је правница и политичарка. Бивша је министарка трговине и туризма Републике Српске.

## Биографија
Рођена је 1951. у Босанској Крупи, а стално настањена у Броду. Дипломирала је на Правном факултету у Бањој Луци 1977, а правосудни испит је положила годину дана касније у Сарајеву. Дуго година је радила као судија, замјеник јавног тужиоца, окружни тужилац и јавни правобранилац. Од 1994. до 1999. радила је као адвокат, а од 1999. до 2005. као руководилац Правне службе Нафтне индустрије Републике Српске. На положај министарке трговине и туризма Републике Српске изабрана је 29. децембра 2010. године. Дана 6. јуна 2012. овлаштена је од стране председника Владе Републике Српске Александра Џомбића да врши дужност министра правде до избора новог министра. Претходни министар правде Републике Српске Џерард Селман је 5. јуна 2012. изабран за председника Уставног суда Српске, тако да је мјесто министра правде остало упражњено.